# Pseudarmadillo carinulatus
Pseudarmadillo carinulatus is een pissebed uit de familie Delatorreidae. De wetenschappelijke naam van de soort is voor het eerst geldig gepubliceerd in 1857 door Henri de Saussure.